# 阿拉伯海鰶
阿拉伯海鰶為輻鰭魚綱鲱形目鲱科的其中一種，分布於西印度洋區，從亞丁灣至阿曼灣海域，體長可達16.5公分，棲息在沿海海域，可做為食用魚。